# Dasylophus
Dasylophus is een geslacht van vogels uit de familie Koekoeken (Cuculidae). 

## Kenmerken
Het zijn geen vogels die hun eieren in de nesten van andere vogels leggen maar zelf een nest maken. Het zijn uitgesproken bosvogels die wel in cultuurland voorkomen maar zich daar niet duurzaam kunnen vestigen. De malkoha's zijn overwegend grauwbruin, groen of grijs gekleurd met een fel geleurde washuid rond het oog en ook een opvallend lichtgekleurde snavel. De meeste soorten hebben ook opvallende witte plekken op de staartveren. 

## Soorten
Het geslacht telt twee soorten.
- Dasylophus cumingi – Schubhalsmalkoha
- Dasylophus superciliosus – Roodbrauwmalkoha